# Beatrice Allen
Beatrice Allen (fl. XX secolo) è stata un'attrice e danzatrice statunitense.

## Biografia
Non si conoscono dati biografici di Beatrice Allen. Attrice di teatro dal 1910 al 1933, lavorò anche per il cinema recitando in quattro film, dal 1916 al 1925.

## Filmografia
La filmografia è completa.
- The Captain of the Typhoon, regia di Henry MacRae (1916)
- The Weavers of Life, regia di Edward Warren (1917)
- Fata di bambole (Anne of Green Gables), regia di William Desmond Taylor  (1919)
- Fangs of Fate, regia di Horace B. Carpenter (1925)

## Spettacoli teatrali
- A Skylark (1910)
- Ziegfeld Follies of 1912 (1912-1913)
- The Battle Cry (1914)
- Furs and Frills (1917)
- The Riddle: Woman (1918-1919)
- The Sign on the Door (1919-1920)
- Broken Branches (1922)
- The Good Old Days (1923)
- Kosher Kitty Kelly (1925)
- Sh, the Octopus (1928)
- The Scorpion (1933)